# Sherwood, Oregon

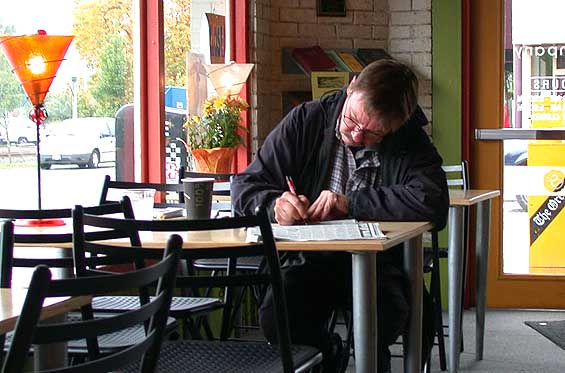
Tiệm cà phê ở phố chính Sherwood

Sherwood là một thành phố trong Quận Washington, Oregon, Hoa Kỳ. Dân số theo điều tra dân số năm 2000 là 11.791. Ước tính về dân số năm 2006 là 16.115 người. Đây là một cộng đồng cư dân trong Thung lũng Tualatin nằm ở tây nam Portland.

## Lịch sử
Khu vực mà ngày nay là Sherwood khi xưa là nơi định cư của nhóm người bản thổ Mỹ Atfalati thuộc bộ tộc Kalapuya. Đợt di dân Hoa Kỳ đầu tiên đáng kể đến đây là vào năm 1843.. Người bản thổ Mỹ bị di dời vào các khu vực dành riêng sau khi Đạo luật phân phát đất khai hoang năm 1850-5 ra đời ban tặng những vùng đất này cho các công dân Mỹ.
Cơn sốt vàng California năm 1849 làm thay đổi ngoạn mục kinh tế của vùng đất. Oregon City, Oregon nằm trong dãy đất của Sông Willamette mà từ lâu luôn hấp dẫn giao thương kể từ thời tiền sử khi các hoạt động trao đổi buôn bán do bộ lạc Chinook chi phối. Khi người định cư gốc châu Âu bắt đầu đến đây với số lượng lớn, Oregon City trở thành điểm cuối của Đường mòn Oregon.. Sau cơn sốt vàng, Portland, Oregon thay thế Oregon City thành trung tâm trao đổi và mậu dịch chính quan trọng nhất của khu vực. Sherwood nằm trong vòng 20 dặm Anh của cả hai khu vực đô thị này.
Cái tên "Sherwood" xuất hiện sau khi cái tên ban đầu của thị trấn là "Smock Ville" (đặt theo tên của hai người đồng thành lập thị trấn là James Christopher and Mary Ellen Smock) bị lu mờ. Năm 1885, gia đình Smock nhường quyền bất động sản cho công ty Đường ray Portland và Thung lũng Willamette. Gia đình Smock khởi công thành lập thị trấn năm 1889, cùng năm dịch vụ đường ray bắt đầu phục vụ. Dường như không ai, kể cả những người đồng sáng lập ra thị trấn đều không thích cái tên "Smock Ville" và vì thế một cuộc họp công cộng được tổ chức để đặt tên lại cho thị trấn. Một thương gia nổi tiếng, Robert Alexander, đề nghị cái tên "Sherwood". Theo kỷ lục của bưu điện, Alexander là người đến từ Sherwood, Michigan và thị trấn đó lại được đặt tên theo tên của Rừng Sherwood ở Anh. Bộ Bưu điện Hoa Kỳ giao thư đến thị trấn Sherwood, Oregon vào ngày 5 tháng 7 năm 1891. Smock là bưu điện trưởng đầu tiên. Thị trấn Sherwood được hợp nhất dưới Đạo luật Thượng viện Oregon 36 năm 1893. Sherwood được hợp nhất thành thành phố Sherwood năm 1926.
Năm 2007, một tạp chí quốc gia đã chọn Sherwood vào danh sách 20 thị trấn dễ sống nhất tại nước Mỹ ("Money," số tháng 7 năm 2007).
Dân số thành phố vào năm 1911 là 350 người trong địa giới thành phố 1 dặm vuông. Năm 2004, dân số tăng lên đến 14.050 người và diện tích tăng đến 4,5 dặm vuông.

## Địa lý
Sherwood nằm ở vị trí 45°21′25″B 122°50′36″T / 45,35694°B 122,84333°TĐã đưa tham số không hợp lệ vào hàm {{#coordinates:}} (45.357024, -122.843261).1
Theo Cục điều tra dân số Hoa Kỳ, thành phố có tổng diện tích 4,1 dặm vuông Anh (10,5 km²), tất cả đều là mặt đất.